# آن ام. مارتین
آن ام. مارتین به انگلیسی: Ann M. Martin، (۱۲ اوت ۱۹۵۵) نویسنده کتاب‌های کودکان است. کتاب باشگاه پرستاران بچه از آثار معروف اوست.

## زندگی
آن مارتین در پرینستون، نیوجرسی متولد شده‌است. مادرش ادیت مارتین معلم کودکستان و پدرش هنری مارتین کارتونیست بود و برای انتشارات نیویورکر کار می‌کرد. مارتین از سنین پایین حتی قبل از اینکه خواندن و نوشتن را یاد بگیرد به نوشتن علاقه نشان داد. او داستان‌هایش را تعریف می‌کرد و مادرش آنها را می‌نوشت. از نویسندگان مورد علاقه‌اش می‌توان به لوئیس کارول و پی. ال. تراورس، هیو لافتینگ، آسترید لیندگرن و رولد دال اشاره کرد. در نوجوانی تصمیم گرفت معلم شود. او بیشتر مایل بود به کودکان معلول کمک کند. بعد از پایان دوران دبیرستان از سال ۱۹۷۳ تا ۱۹۷۷ در کالج اسمیت در رشته معلمی و روانشناسی کودکان تحصیل کرد.